# Украина (стадион)
Стадио́н «Украи́на» — многофункциональный стадион с травяным покрытием во Львове (Украина). Является домашним стадионом футбольной команды «Карпаты». Вместимость более 28 тысяч человек (для футбольных матчей). Стадион находится в местности Снопков, рядом с территорией Снопковского парка.
В июле 2021 аттестационная комиссия ФФУ присвоила стадиону 2-ю категорию, что не дает стадиону права принимать игры УПЛ.
В 1950-х годах на этом месте ещё работали кирпичные заводы. Стадион «Дружба» был построен в 1960-х годах (архитекторы Я. Назаркевич, Я. Порохнавец, Л. Скорик, В. Блюсюк) с первоначальной вместимостью 45 тысяч зрителей, бытовыми помещениями для спортсменов, открытыми спортивными площадками. Был переименован в 1990-х годах в рамках общей кампании по переименованию, развёрнутой львовским городским советом, затем реконструирован в 1999 году, количество мест было сокращено.
В 1992 году стадион принимал финальный матч первого чемпионата Украины по футболу, в котором киевское «Динамо» уступило симферопольской «Таврии»
С начала 1990-х на стадионе «Украина» функционировал наибольший во Львове промтоварный рынок, который в 2001 году перенесли за границы стадиона на бывшее тренировочное футбольное поле.